# لوقا پروفتا
لوقا پروفتا (انگلیسی: Luca Profeta؛ زادهٔ ۲۲ فوریهٔ ۱۹۹۰) بازیکن فوتبال اهل ایتالیا است.
از باشگاه‌هایی که در آن بازی کرده‌است می‌توان به باشگاه فوتبال اینتر میلان و باشگاه فوتبال یو. اس. پرگولیتزه اشاره کرد.
وی همچنین در تیم ملی فوتبال Italy U16 بازی کرده‌است.